# 鈴木基行
鈴木 基行（すずき もとゆき）は、平安時代前期から中期にかけての貴族。本姓は穂積氏で、初めて「鈴木」を称した藤白鈴木氏の始祖。子に良氏、良勝。位階は散位、外従五位下。

## 略歴
基行は、熊野速玉大社一禰宜の穂積国興の次男、または三男。昌泰3年（900年）の正月に散位外従五位下に叙爵され、延長4年5月21日（926年7月3日）に卒去。享年62。兄には禰宜職を継いだ穂積基雄（従五位下）のほか、榎本真俊と宇井基成がいたとする伝承もあり、それぞれ榎本氏、宇井氏の祖という。

## 系譜
- 父：穂積国興[1]
- 母：不詳
- 生母不詳の子女
  - 男子：鈴木良氏 - 従五位下検非違使[1]
  - 男子：鈴木良勝 - 従六位下[1]